# Циклопиролон
Циклопиролони су фамилија хипнотичких и анксиолитичких небензодиазепинских лекова са сличним фармаколошким профилима са бензодиазепинским дериватима.
Мада циклопиролони нису хемијски сродни са бензодиазепинима, они функционишу путем бензодиазепинског рецептора / ГАБА неуротрансмитер а Најпознатији циклопиролонски деривати су зопиклон (iMOVANE) и његов енантиомер есзопиклон (Лунеста), који се користе за третирање инсомније, и потенцијално могу да буду злоупотребљени. Други циклопиролонски деривати су суриклон, пагоклон, пазинаклон и супроклон.
- Циклопиролони
  - Есзопиклон - хипнотик (Лунеста)
  - Зопиклон - хипнотик (iMOVANE)
  - Пагоклон - анксиолитик
  - Суриклон - анксиолитик
  - Пазинаклон - анксиолитик
  - Супроклон - анксиолитик